# Bryum stellare
Bryum stellare là một loài rêu trong họ Bryaceae. Loài này được Reichard ex Hedw. Sm. mô tả khoa học đầu tiên năm 1804.